# Disert Oenghusa

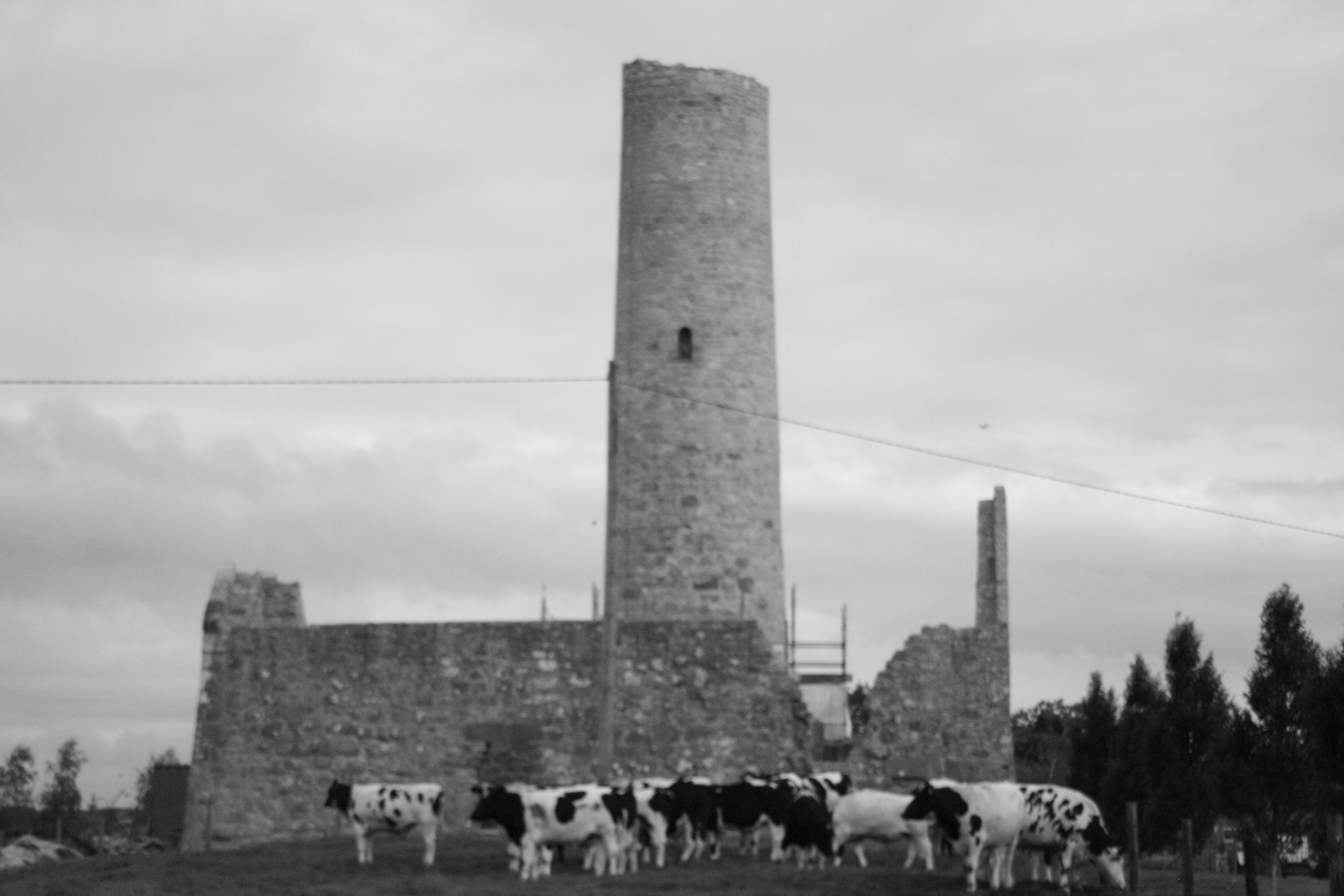
Der Rundturm

Disert Oenghusa (neu-irisch Díseart Aonghasa, An Díseart) ist eine Klosterruine westlich von Croom im County Limerick in Irland. 
Das Kloster wird 1083 erstmals in den Annalen der vier Meister erwähnt, als einer seiner Äbte starb. Es wurde wahrscheinlich noch Ende des 8. Jahrhunderts durch den großen Reformer Óenghus (Angus) der Culdee gegründet, der zwischen 815 und 824 starb. 
Die gegenwärtige Kirchenruine stammt zwar aus dem 15./16. Jahrhundert, aber sie integriert Teile einer älteren Kirche, wie an den großen Wandsteinen und dem zerbrochenen Sturz über der Türöffnung der Südwand zu erkennen ist. Die Kirche war mindestens bis 1418 in Gebrauch. Der Ostgiebel ist ein später Anbau und der Westgiebel wurde noch vor 1869 wieder aufgebaut. 
In unmittelbarer Nähe steht ein etwa 20 m hoher Rundturm (Cloigtheach an Dísirt) mit einer halbkugeligen Verzierung an der rundbogigen Türöffnung. Bei der Ausgrabung fand man im Tonboden des Rundturms menschliche Knochen.